# Nordman
Nordman est un duo suédois fondé en 1993, qui mélange la musique folklorique avec le rock et la pop. Ce genre est appelé etnorock ou folk rock en suédois. Le groupe se compose de Håkan Hemlin, en tant que chanteur et leader, et Mats Wester, qui joue de la nyckelharpa en plus d'être l'auteur-compositeur principal.
Les plus grands succès du groupe sont Förlist (Naufragé) et Vandraren (Le vagabond). Le groupe se sépare en 1998 à cause de problèmes de drogue de son chanteur, mais se reforme en 2004. Il fait un retour dans le Melodifestivalen suédois avec la chanson Ödet var min väg (Le destin était ma voie) et sort en 2005 un nouvel album nommé simplement Anno 2005. En 2008, le groupe concourt au Melodifestivalen avec la chanson I lågornas sken et termine à la sixième place derrière la gagnante Charlotte Perrelli.
La chanson de Nordman Vandraren est reprise par le duo britannique Blackmore's Night sur son album de 2010 Autumn Sky et par le groupe finlandais Ensiferum sur son album de 2009 From Afar.

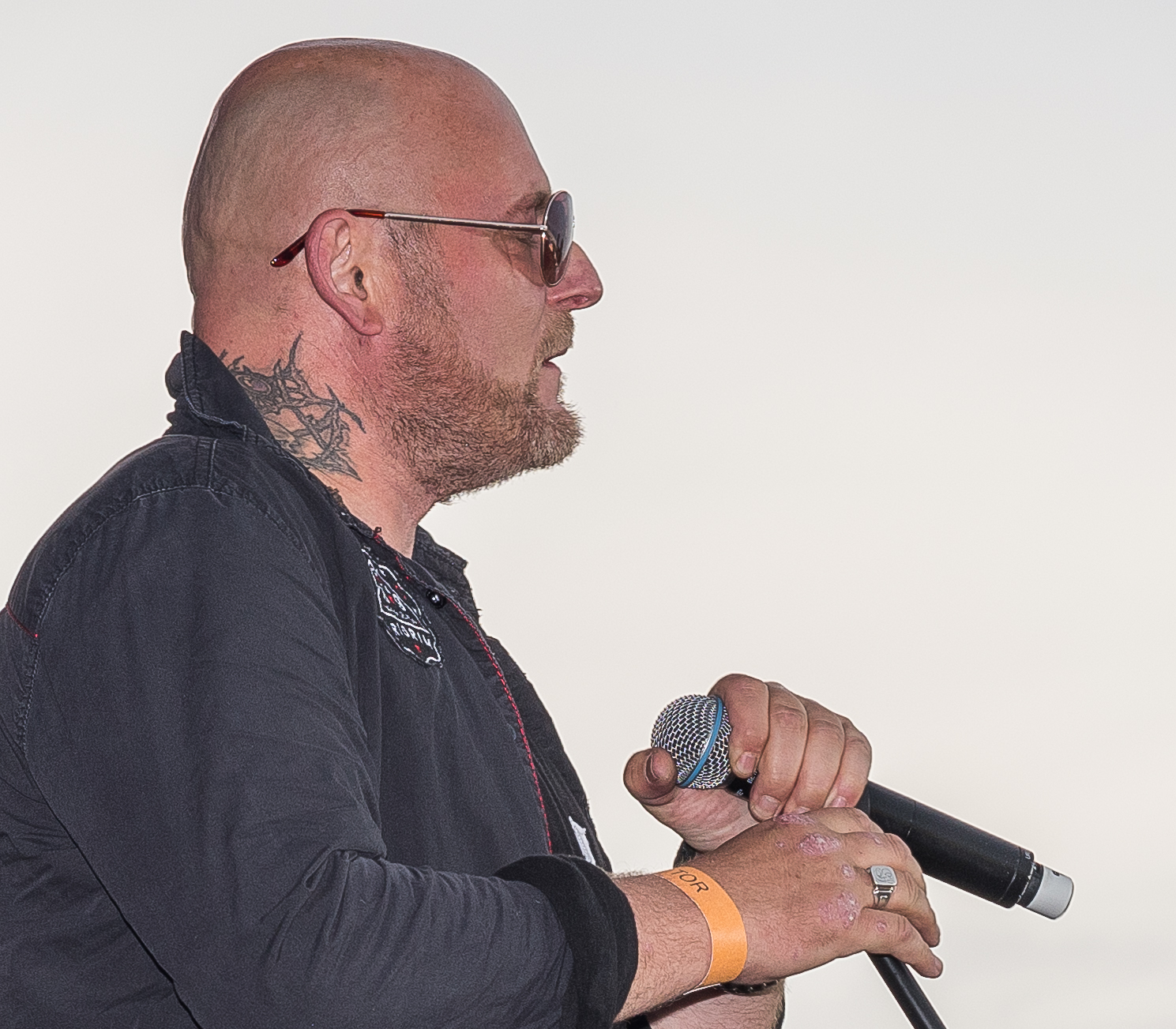
Håkan Hemlin au Stockholm Pride le 30 juillet 2015

## Histoire

### 1991–1993
Hemlin et Wester se rencontrent dans un studio à Hjorthagen en 1991. Hemlin y est présent avec son groupe de rock Bye Bye pour enregistrer une démo sur un CD promo. Wester a depuis quelques années expérimenté le mélange de folk et de pop et recherche un chanteur pour le projet. Il demande à Hemlin s'il est intéressé pour ce poste et ce dernier accepte. De quelques expériences expérimentales naissent l'embryon de ce qui va devenir la chanson Förlist (Naufragé). Peu à peu le groupe réalise d'autre démos et à l'automne 1993, il contacte des maisons de disques pour leur demander de produire un album de ce nouveau groupe complètement inconnu Nordman.

### 1994
Sonet Records se montre intéressé et signe Nordman. Puis le groupe commence à travailler sur le premier album. En février 1994, sort le premier single Förlist (Naufragé). L'album sort fin avril de la même année. À peine quatre semaines plus tard, l'album est disque d'or (à l'époque, 50 000 exemplaires). Le deuxième single The Wanderer atteint directement à la première place de Sommartoppen, et y reste tout l'été. Au cours de l'été, l'album frôle le disque de platine (100 000 exemplaires). Nordman tourne en Suède, plus ou moins sans interruption pendant un an. Deux singles sont extraits de l'album, Laglöst land (Terre sans loi) et Ännu glöder solen (Le soleil brille toujours). Ce dernier atteint le sommet au classement des singles suédois en 1995.

### 1995–1996
Un an seulement après leur premier album, le 22 novembre 1995, le groupe sort son deuxième album, Ingenmansland (No Man's Land). L'album est précommandé à plus de 100 000 exemplaires, ce qui signifie qu'il est certifié platine avant même sa sortie. La chanson Be Mig (Demande moi) devient un succès à la radio. Au printemps 1996, Nordman se produit au Cirkus Arena de Stockholm. Le concert est filmé et diffusé par TV4 est ensuite commercialisé sous forme de VHS. La tournée estivale consiste en des apparitions dans des festivals à travers le pays,.

### 1997
Le printemps et l'été 1997 sont consacrés à l'écriture de matériel pour un autre album. En automne 1997 le groupe commence à travailler sur l'album Här och nu (Ici et maintenant) qui est achevé à l'automne et est publié en novembre de la même année. Comme Ingenmansland, l'album est précommandé à plus de 100 000 exemplaires, et donc certifié platine. Une tournée de promotion est réalisée de novembre à décembre. En janvier 1998, Nordman fait une pause.

### 2004–2005
Après sept ans de sépartion, Hemlin et Wester se rencontrent à nouveau. Leur amitié s'est construite et finalement conduit à un redémarrage de l'écriture de chansons et dd travail en studio. Après l'été 2004, Hemlin et Wester recommencent sérieusement à reprendre le travail de Nordman. Bonnier Amigo devient la nouvelle maison de disques à contracter le groupe. La première apparition officielle a eu lieu au Melodifestivalen 2005 avec la chanson Ödet var min väg (Le destin était mon chemin). Un nouvel album est enregistré entre janvier et avril 2005. L'album sort le 27 avril 2005. Au cours de l'été 2005, Nordman tourne à nouveau en Suède.

### 2006–2007
Nordman retourne en studio pour écrire de nouvelles chansons pour un autre album. De novembre à décembre 2006, il tourne avec Julgalan Norrland. La performance est très acclamée : Håkan Hemlin y interprète, entre autres, un pot-pourri inédit de chansons de la Motown avec Brolle Jr., Roger Pontare et Chris Lind portant des vestes blanches. À l'automne 2007, Nordman tourne dans des clubs à travers la Suède. Le 24 octobre 2007, le groupe sort un nouveau single, Du Behöver (Tu as besoin).

### 2008
Début janvier, Nordman sort le single radio Längtan (Désir), un duo avec Jessica Anderson, du prochain album à venir Djävul eller gud (Diable ou Dieu). Nordman participé au Melodifestivalen avec la chanson I lågornas sken (À la lumière des flammes), écrite par Lina Eriksson et Mårten Eriksson,. Après les quarts de finale à Karlskrona, le 1er mars, Nordman se qualifie pour le la demi-finale à Kiruna, qui lieu la semaine suivante. Après une exclusion du concours d'Andreas et de Carola puis de Suzzie Tapper, Nordman est qualifié pour la finale à Globen lors de laquelle il termine à la sixième place.

### 2013
Lors d'une session d'enregistrement chez Wester, Nordman enregistre sa première chanson à sortir en anglais, Dance To the Loop. La chanson devait d'abord ne jamais sortir, mais comme le duo la trouvent drôle, ils en réaliste une vidéo promotionnelle en quelques heures et la publie en téléchargement sur iTunes et en streaming sur Spotify ,,, et sur sa chaine officielle de Youtube.

### 2014
Février voit la lumière d'un nouvel album, Patina. L'album se compose de versions acoustiques de certaines des chansons les plus célèbres du groupe, de quelques vieux favoris et de quelques nouvelles compositions. Le groupe est composé de Håkan Hemlin, Mats Wester, Claudia Müller (flûtiste) et Dani Strömbeck (pianiste). En février, cette formation donne une tournée de concerts en Suède du nord au sud, jouant principalement dans des églises et de petites salles de concert.

### 2023
En février, Nordman participe de nouveau au Melodifestivalen, espérant représenter la Suède à l'Eurovision 2023. Le groupe prend part au concours avec la chanson Släpp alla sorger. Il termine 3ème de la 3ème audition, le 18 février 2023, et accède ainsi à la demi-finale du 4 mars 2023, où se jouera sa qualification en finale. Lors de cette demi-finale, avec 75 points, il parvient à se qualifier en finale, qui aura lieu le samedi 11 mars 2023. En finale, Nordman s'incline face à Loreen, décrochant la 11ème place avec 44 points.

## Discographie

### Albums

#### Albums studio
| Année | Album            | Traduction du titre    | Classement | Certification |
| Année | Album            | Traduction du titre    | SWE        | Certification |
| ----- | ---------------- | ---------------------- | ---------- | ------------- |
| 1994  | Nordman          |                        | 1          | GLF: Platine  |
| 1995  | Ingenmansland    | No Man's Land          | 1          | GLF: Platine  |
| 1997  | Här och nu       | Ici et maintenant      | 5          |               |
| 2005  | Anno 2005        | Année 2005             | 8          |               |
| 2008  | Djävul eller Gud | Diable ou Dieu         | 3          |               |
| 2010  | Korsväg          | Carrefour              | 8          |               |
| 2014  | Patina           | Patine                 | 34         |               |
| 2019  | Tänk om          | Ce qui se passerait si | 8          |               |

#### Albums de compilation
| Année | Album                              | Traduction du titre                                  | Classement | Certification |
| Année | Album                              | Traduction du titre                                  | SWE        | Certification |
| ----- | ---------------------------------- | ---------------------------------------------------- | ---------- | ------------- |
| 1994  | Nordmans bästa - I vandrarens spår | Best of de Nordman - Dans les empreintes du vagabond | 36         |               |
| 2004  | Bästa                              | Best of                                              | –          |               |
| 2004  | Pärlor (collection)                | Perles                                               | –          |               |

### Singles
Les singles sont sortis sur Spotify.
| Année | Single                      | Classement | Album            |
| Année | Single                      | SWE        | Album            |
| ----- | --------------------------- | ---------- | ---------------- |
| 1994  | Förlist                     | 5          | Nordman          |
| 1994  | Vandraren                   | 7          | Nordman          |
| 1994  | Laglöst land                | 40         | Nordman          |
| 1995  | Ännu glöder solen           | –          | Ingenmansland    |
| 1995  | Be mig                      | 12         | Ingenmansland    |
| 1996  | På mossen                   | –          | Ingenmansland    |
| 1996  | Det sista du ser            | –          | Ingenmansland    |
| 1996  | Live-singel                 | –          |                  |
| 1997  | Se dig själv                | –          | Här och nu       |
| 1998  | Hjälp mig att leva          | 26         | Här och nu       |
| 2005  | Ödet var min väg            | 10         | Anno 2005        |
| 2005  | Allt eller ingenting        | –          | Anno 2005        |
| 2007  | Du behöver                  | 6          | Djävul eller Gud |
| 2007  | I lågornas sken             | 6          | Djävul eller Gud |
| 2008  | Hon är redan här            | –          | Djävul eller Gud |
| 2008  | Om Gud var jag              | 6          | Korsväg          |
| 2013  | Dance to the loop           | –          | Non-album single |
| 2016  | Vår igen                    | –          | Non-album single |
| 2016  | Tagga ner                   | –          | Non-album single |
| 2016  | Tiden har talat             | –          | Non-album single |
| 2016  | Hallelujah                  | –          | Non-album single |
| 2017  | Dag och natt                | –          | Non-album single |
| 2019  | Glöm Det som Var            | –          | Tänk om          |
| 2019  | Trasiga själar (Radio Edit) | –          | Non-album single |
| 2023  | Släpp Alla Sorger           | –          | Non-album single |

### Apparitions
| Année | Single                                         | Classement | Album |
| Année | Single                                         | SWE        | Album |
| ----- | ---------------------------------------------- | ---------- | ----- |
| 2007  | Livet som en värsting (Rastegar feat. Nordman) | 6          |       |